# 2019-es Nickelodeon Kids’ Choice Awards
A 2019-es Nickelodeon Kids’ Choice Awards a 2018-ban megjelent legjobb filmes, televíziós, zenés és videójátékos tartalmait díjazta a nézők szavazata alapján. A díjátadót 2019. március 23-án tartották a Los Angeles-i Galen Centerben, a házigazda DJ Khaled volt. The hip-hop group Migos performed at the ceremony. A ceremóniát a Nickelodeon televízióadó közvetítette nemzetközileg élőben. A jelöltek listáját 2019. február 26-án hozták nyilvánosságra,a szavazás pedig 2019. március 22-ig tartott.

## Győztesek és jelöltek

### Filmek
| Kedvenc film | Kedvenc színész |
| --- | --- |
| - Bosszúállók: Végtelen háború - Aquaman - Fekete Párduc - A csókfülke - Mary Poppins visszatér - A fiúknak, akiket valaha szerettem | - Noah Centineo – A fiúknak, akiket valaha szerettem (Peter Kavinsky) - Chadwick Boseman – Fekete Párduc (T'Challa / Fekete Párduc) - Chris Evans – Bosszúállók: Végtelen háború (Steve Rogers / Amerika Kapitány) - Chris Hemsworth – Bosszúállók: Végtelen háború (Thor) - Dwayne Johnson – Felhőkarcoló (Will Sawyer) - Jason Momoa – Aquaman (Arthur Curry / Aquaman)                                               |
| Kedvenc színésznő | Kedvenc szuperhős |
| - Joey King – A csókfülke (Elle Evans) - Emily Blunt – Mary Poppins visszatér (Mary Poppins) - Scarlett Johansson – Bosszúállók: Végtelen háború (Natasha Romanoff / Fekete Özvegy) - Lupita Nyong'o – Fekete Párduc (Nakia) - Rihanna – Ocean’s 8 – Az évszázad átverése (Nine Ball) - Zoe Saldana – Bosszúállók: Végtelen háború (Gamora)    | - Robert Downey Jr. – Bosszúállók: Végtelen háború (Tony Stark / Vasember) - Chadwick Boseman – Fekete Párduc (T'Challa / Fekete Párduc) - Chris Evans – Bosszúállók: Végtelen háború (Steve Rogers / Amerika Kapitány) - Chris Hemsworth – Bosszúállók: Végtelen háború (Thor) - Scarlett Johansson – Bosszúállók: Végtelen háború (Natasha Romanoff / Fekete Özvegy) - Jason Momoa – Aquaman (Arthur Curry / Aquaman) |
| Kedvenc kemény karakter | Kedvenc animációs film |
| - Chris Pratt – Jurassic World: Bukott birodalom (Owen Grady) - Emilia Clarke – Solo: Egy Star Wars-történet (Qi’ra) - Danai Gurira – Fekete Párduc (Okoye) - Dwayne Johnson – Felhőkarcoló (Will Sawyer) - Michael B. Jordan – Creed II. (Adonis "Donnie" Creed) - Zoe Saldana – Bosszúállók: Végtelen háború (Gamora)                        | - A Hihetetlen család 2. - A Grincs - Hotel Transylvania 3. – Szörnyen rémes vakáció - Nyúl Péter - Ralph lezúzza a netet - Pókember: Irány a Pókverzum! |
| Kedvenc férfi szinkronszínész | Kedvenc női szinkronszínész |
| - Adam Sandler – Hotel Transylvania 3. – Szörnyen rémes vakáció (Drakula gróf) - James Corden – Nyúl Péter (Nyúl Péter) - Benedict Cumberbatch – A Grincs (Grincs) - Shameik Moore – Pókember: Irány a Pókverzum! (Miles Morales) - Andy Samberg – Hotel Transylvania 3. – Szörnyen rémes vakáció (Jonathan) - Channing Tatum – Apróláb (Migo) | - Selena Gomez – Hotel Transylvania 3. – Szörnyen rémes vakáció (Mavis) - Kristen Bell – Tini titánok, harcra fel! – A moziban (Jade Wilson) - Gal Gadot – Ralph lezúzza a netet (Shank) - Yara Shahidi – Apróláb (Brenda) - Hailee Steinfeld – Pókember: Irány a Pókverzum! (Gwen Stacy / Pók-Gwen) - Zendaya – Apróláb (Meechee)                                                                                      |

### Televízió
| Kedvenc tévévígjáték | Kedvenc tévédráma |
| --- | --- |
| - Még mindig Bír-lak - Agymenők - Kikiwaka tábor - Veszélyes Henry - Modern család - Raven otthona | - Riverdale - A balszerencs áradása - Sabrina hátborzongató kalandjai - Flash – A Villám - Stranger Things - The Walking Dead |
| Kedvenc televíziós színésznő | Kedvenc televíziós színész |
| - Zendaya – K.C., a tinikém (K.C. Cooper) - Millie Bobby Brown – Stranger Things (Eleven) - Candace Cameron Bure – Még mindig Bír-lak (D.J. Tanner-Fuller) - Kaley Cuoco – Agymenők (Penny) - Peyton Elizabeth Lee – Andi Mack (Andi Mack) - Raven-Symoné – Raven otthona (Raven Baxter) | - Jace Norman – Veszélyes Henry (Henry Hart / Veszélyes tini) - Karan Brar – Kikiwaka tábor (Ravi Ross) - Grant Gustin – Flash – A Villám (Barry Allen / Flash) - Neil Patrick Harris – A balszerencse áradása (Olaf gróf) - Caleb McLaughlin – Stranger Things (Lucas Sinclair) - Jim Parsons – Agymenők (Sheldon Cooper) |
| Kedvenc valóságshow | Kedvenc műsorvezető |
| - America’s Got Talent - American Idol - American Ninja Warrior - Dancing with the Stars: Juniors - Double Dare - The Voice | - Ellen DeGeneres – Ellen's Game of Games - Tyra Banks – America’s Got Talent - Nick Cannon, JoJo Siwa – Lip Sync Battle Shorties - Kevin Hart – TKO: Total Knock Out - Liza Koshy, Marc Summers – Double Dare - Ryan Seacrest – American Idol                                                                             |
| Kedvenc zsűri | Kedvenc rajzfilmsorozat |
| - Mel B, Simon Cowell, Heidi Klum, Howie Mandel – America’s Got Talent - Luke Bryan, Katy Perry, Lionel Richie – American Idol - Len Goodman, Carrie Ann Inaba,Bruno Tonioli – Dancing with the Stars - Sean Combs, DJ Khaled, Meghan Trainor – The Four: Battle for Stardom - Kelly Clarkson, Jennifer Hudson, Adam Levine, Blake Shelton – The Voice - Jennifer Lopez, Derek Hough, Ne-Yo – World of Dance | - SpongyaBob Kockanadrág - ALVINNN!!! és a mókusok - Bébi úr újra munkában - A Lármás család - A tini nindzsa teknőcök felemelkedése - Tini titánok, harcra fel! |

### Zene
| Kedvenc együttes                                                                           | Kedvenc férfi zenész |
| ------------------------------------------------------------------------------------------ | --- |
| - Maroon 5 - Fall Out Boy - The Chainsmokers - Imagine Dragons - Migos - Twenty One Pilots | - Shawn Mendes - Luke Bryan - DJ Khaled - Drake - Bruno Mars - Justin Timberlake |
| Kedvenc női zenész                                                                         | Kedvenc zeneszám |
| - Ariana Grande - Beyoncé - Camila Cabello - Cardi B - Selena Gomez - Taylor Swift         | - "Thank U, Next" – Ariana Grande - "Delicate" – Taylor Swift - "In My Blood" – Shawn Mendes - "In My Feelings" – Drake - "Natural" – Imagine Dragons - "Youngblood" – 5 Seconds of Summer |
| Kedvenc sikeres zenész                                                                     | Kedvenc együttműködés |
| - Billie Eilish - Kane Brown - Dan + Shay - Cardi B - Juice WRLD - Post Malone             | - "No Brainer" – DJ Khaled feat. Justin Bieber, Chance the Rapper, Quavo - "Girls Like You" – Maroon 5 feat. Cardi B - "Happier" – Marshmello feat. Bastille - "I Like It" – Cardi B feat. Bad Bunny, J Balvin - "Meant to Be" – Bebe Rexha feat. Florida Georgia Line - "Sicko Mode" – Travis Scott feat. Drake |
| Kedvenc közösségi zenész                                                                   | Kedvenc világsztár |
| - JoJo Siwa - Baby Ariel - Chloe x Halle - Jack & Jack - Max & Harvey - Why Don't We       | - Taylor Swift (Észak-Amerika) - Davido (Afrika) - BLACKPINK (Ázsia) - Troye Sivan (Ausztrália és Új-Zéland) - David Guetta (Európa) - J Balvin (Latin-Amerika) - George Ezra (Egyesült Királyság) |

### Egyéb
| Kedvenc videojáték                                                                                              | Kedvenc videós |
| --- | --- |
| - Just Dance 2019 - Lego The Incredibles - Marvel's Spider-Man - Super Smash Bros. Ultimate - Super Mario Party | - Sssniperwolf - DanTDM - Jacksepticeye - Markiplier - Ninja - PopularMMOs |
| Kedvenc közösségi sztár                                                                                         | Miben szeretnél segíteni? |
| - David Dobrik - Emma Chamberlain - Guava Juice - Lilly Singh - Miranda Sings - Ryan ToysReview                 | - Állatok segítések (állatmentés, vadvilág, stb.) - Nélkülöző emberek segítése (otthonok, ételek, stb.) - Iskolák segítése (készletek, STEM, stb.) - Környezetvédelem segítése (tiszta víz, újrahasznosítás, stb.) - Iskolai zaklatás megakadályozásának segítése (pozitivitás, tisztelet stb.) |

## Műsorvezetők
A gálán az alábbi műsorvezetők működtek közre:
- Liza Koshy
- Jason Sudeikis
- Bebe Rexha
- Janelle Monáe
- Will Smith
- Mena Massoud
- Naomi Scott
- Joey King
- Jennifer Hudson
- Kiernan Shipka
- Josh Peck
- Spongyabob Kockanadrág (Tom Kenny)
- Csillag Patrik (Bill Fagerbakke)
- Riele Downs
- Jace Norman
- Isabela Moner
- Eugenio Derbez
- Michael Peña
- Ryan ToysReview
- Lana Condor
- Shameik Moore
- Scarlet Spencer
- Dallas Dupree Young
- Daniella Perkins
- Owen Joyner
- Lilimar
- Zachary Levi
- Asher Angel
- Jack Dylan Grazer
- Lilly Singh
- Caleb McLaughlin

## Slime-ot kapó hírességek
A műsor alatt az alábbi hírességeket öntötték nyakon slime-mal.
- Chris Pratt
- Will Smith
- Josh Peck, David Dobrik
- Janelle Monáe
- Adam Sandler
- DJ Khaled

## Fordítás
- Ez a szócikk részben vagy egészben  a(z)   2019 Kids' Choice Awards című angol Wikipédia-szócikk fordításán alapul.  Az eredeti cikk szerkesztőit annak laptörténete sorolja fel. Ez a jelzés csupán a megfogalmazás eredetét és a szerzői jogokat jelzi, nem szolgál a cikkben szereplő információk forrásmegjelöléseként.